# شهرستان ایشیی، شیمانه

شهرستان ایشیی (انگلیسی: Iishi District, Shimane) یکی از شهرستان‌های ژاپن است که در استان شیمانه در ژاپن واقع شده‌است.